# Redford (Texas)
Redford è un census-designated place (CDP) degli Stati Uniti d'America della contea di Presidio nello Stato del Texas. La popolazione era di 90 abitanti al censimento del 2010.

## Geografia fisica
Secondo lo United States Census Bureau, il CDP ha una superficie totale di 19,26 km², dei quali 19,24 km² di territorio e 0,02 km² di acque interne (0,12% del totale).

## Società

### Evoluzione demografica
Secondo il censimento del 2010, la popolazione era di 90 abitanti.

### Etnie e minoranze straniere
Secondo il censimento del 2010, la composizione etnica del CDP era formata dal 76,67% di bianchi, lo 0% di afroamericani, il 10% di nativi americani, lo 0% di asiatici, lo 0% di oceanici, il 7,78% di altre razze, e il 5,56% di due o più etnie. Ispanici o latinos di qualunque razza erano il 90% della popolazione.